# Улица Разина (Балашиха)
Улица Разина — улица в микрорайоне Первомайский города Балашиха Московской области.

## Описание
Улица проходит по западной границе микрорайона Первомайский, являясь северным участком Разинского шоссе в районе его примыкания к шоссе Энтузиастов.
Отходит от шоссе Энтузиастов на юг, отделённая от него большой площадью (бывшим конечным разворотным кругом рейсовых автобусов) у подземного перехода через шоссе. Соединена с шоссе параллельным ему Полевым проездом с поворотом на продолжение Советской улицы.
Вся восточная сторона улицы занята постройками микрорайона Первомайский. С запада к улице примыкает большая территория спорткомплекса «Балашиха» с бассейном «Нептун», затем следует линия гаражей, в конце которой на запад отходит улица Есенина, переходящая в конце в старинную липовую аллею на территории усадьбы Горенки.
После улицы Есенина расположены всего два двухэтажных кирпичных дома с проездом между ними во владение «Ростелекома». Напротив через дорогу начинается уходящая на юго-восток улица Евстафьева (Лесная).
С этого места на запад и восток уходят большие лесные массивы Кучинского лесопарка, через которые Разинское шоссе идёт по направлению к платформе «Салтыковская».
Нумерация домов — от Полевого проезда.

## Здания и сооружения
Нечётная сторона
- № 1/2 — жилой дом
- № 3 — жилой дом
- № 5 — жилой дом (20 этаж.; новостройка); отделение Сбербанка
- № 7 — жилой дом (2 этаж., 2 под., 8 кварт.; кирпичн., оштукатур.)
- № 9 — служебное здание (2 этаж., кирпичн,, оштукатур.)

Чётная сторона
- № 2 корпус 1 — гостиница «Спорт»
- № 2 корпус 2 — бассейн «Нептун», спортивно-оздоровительный комплекс
- № 2 корпус 3 — охраняемая территория
- № 6 — жилой дом (2 этаж.; кирпичн.)
- № 8 — жилой дом (2 этаж.; кирпичн.)